# Solignano

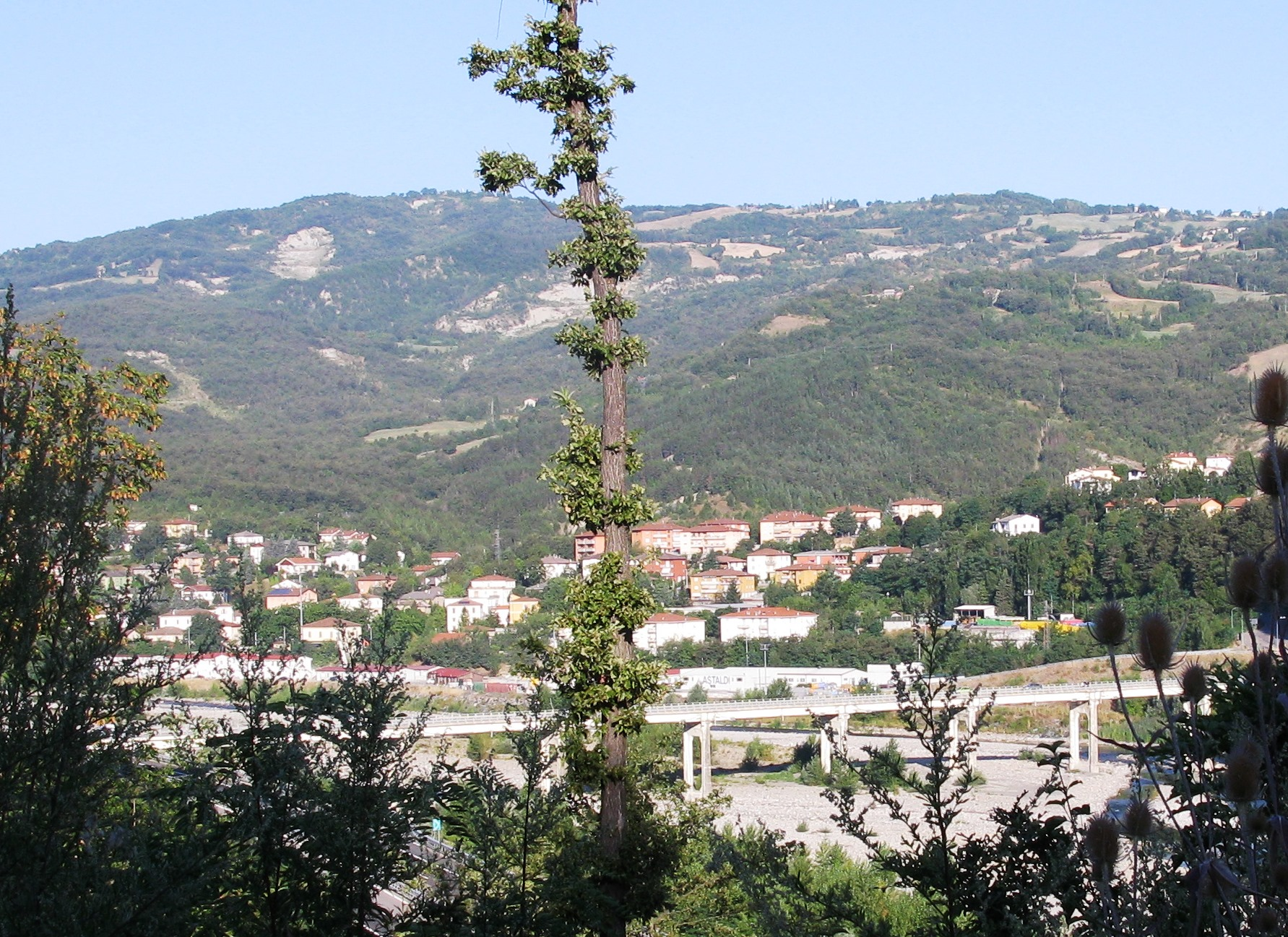
Solignano

Solignano is een gemeente in de Italiaanse provincie Parma (regio Emilia-Romagna) en telt 1964 inwoners (31-12-2004). De oppervlakte bedraagt 73,6 km², de bevolkingsdichtheid is 26 inwoners per km².
De volgende frazioni maken deel uit van de gemeente: Bottione, Filippi, Fosio, Gabelli, Marena, Masari, Masereto, Oriano, Prelerna, Rubbiano, Spiaggio.

## Demografie
Solignano telt ongeveer 843 huishoudens. Het aantal inwoners steeg in de periode 1991-2001 met 5,0% volgens cijfers uit de tienjaarlijkse volkstellingen van ISTAT.
| Jaar | Inwoneraantal |
| ---- | ------------- |
| 1991 | 1830          |
| 2001 | 1921          |

## Geografie
Solignano grenst aan de volgende gemeenten: Berceto, Fornovo di Taro, Terenzo, Valmozzola, Varano de' Melegari, Varsi.
Albareto · Bardi · Bedonia · Berceto · Bore · Borgo Val di Taro · Busseto · Calestano · Collecchio · Colorno · Compiano · Corniglio · Felino · Fidenza · Fontanellato · Fontevivo · Fornovo di Taro · Langhirano · Lesignano de' Bagni · Medesano · Mezzani · Monchio delle Corti · Montechiarugolo · Neviano degli Arduini · Noceto · Palanzano · Parma · Pellegrino Parmense · Polesine Parmense · Roccabianca · Sala Baganza · Salsomaggiore Terme · San Secondo Parmense · Sissa Trecasali · Solignano · Soragna · Sorbolo · Terenzo · Tizzano Val Parma · Tornolo · Torrile · Traversetolo · Valmozzola · Varano de' Melegari · Varsi · Zibello
- Virtual International Authority File: 233888944

1. ↑  https://demo.istat.it/?l=it.